# The Dead Don’t Hurt

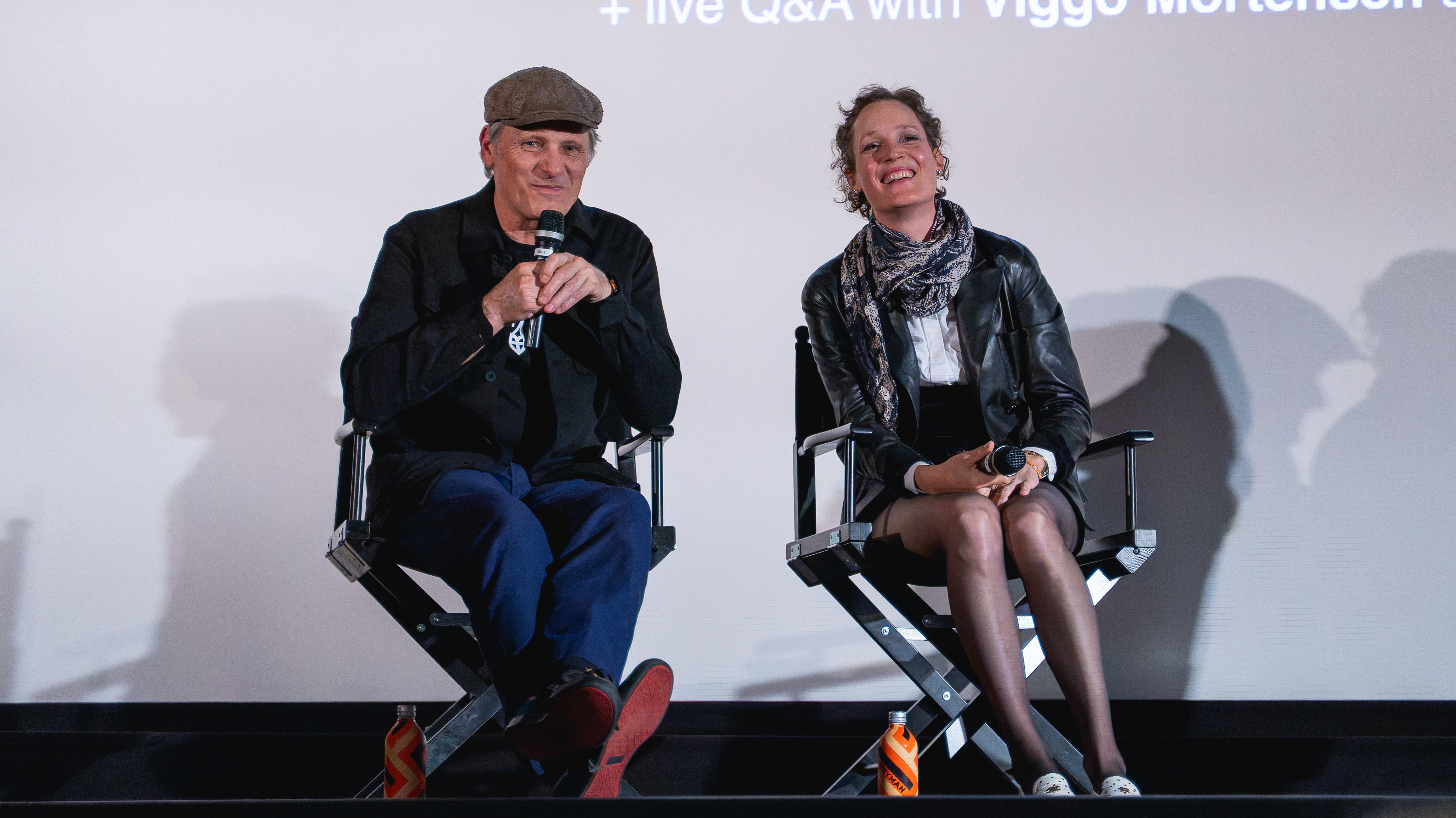
Hauptdarsteller Viggo Mortensen und Vicky Krieps bei einer Presseveranstaltung.

The Dead Don’t Hurt ist ein britisch-mexikanisch-dänischer Westernfilm von Viggo Mortensen. Die Premiere des Films fand am 8. September 2023 auf dem Toronto International Film Festival statt. Der Kinostart in Deutschland war im August 2024.

## Handlung
In den 1860er Jahren verliebt sich die unabhängige französische Kanadierin Vivienne Le Coudy in San Francisco in den nach Nordamerika eingewanderten Dänen Holger Olsen. Die beiden versuchen, sich in einer kleinen korrupten Stadt ein gemeinsames Leben aufzubauen, doch der Amerikanische Bürgerkrieg trennt sie und hält sie auseinander.

## Produktion
Regie führte Viggo Mortensen, der auch das Drehbuch schrieb und in der Hauptrolle den dänischen Einwanderer Holger Olsen spielt. Es handelt sich bei The Dead Don’t Hurt nach Falling von 2020 um Mortensens zweiten Spielfilm als Regisseur.
Die Dreharbeiten fanden von Oktober bis Dezember 2022 in den kanadischen Provinzen Ontario und British Columbia sowie im mexikanischen Bundesstaat Durango statt. An der Produktion waren Personen beteiligt, mit denen Mortensen bereits zuvor zusammengearbeitet hatte. Darunter Szenenbildner Carol Spier und Jason Clarke sowie Kostümdesignerin Anne Dixon.
Am 28. Juni 2024 eröffnete der Film das Internationale Filmfestival Karlovy Vary. Ende Juni, Anfang Juli 2024 wurde The Dead Don’t Hurt beim Filmfest München vorgestellt. Im August 2024 wird der Film im Rahmen der Filmkunstwochen München vorgestellt.

## Rezeption

### Kritiken
Filmjournalist Dieter Oßwald schreibt auf Programmkino.de: "'Corsage'-Star Vicky Krieps gibt eine eindrucksvolle Glanzvorstellung als resolute Lady im Wilden Westen. Die Lovestory gelingt glaubhaft, die Chemie zwischen Vicky und Viggo stimmt perfekt. Bei so viel emotionaler Western-Wucht dürfte Cowboy-Konkurrent Costner das Duell an der hiesigen Kinokasse kaum gewinnen."
Filmjournalist Markus Tschiedert schreibt auf CountryMusicNews.de: „Ein kleiner Western, der ohne große Schießereien und spektakuläre Verfolgungsjagden auf Pferden auskommen will. Somit bleibt es bei einer Charakterstudie, die aber mit wenig Spannung und kontinuierlicher Handlung auskommen muss.“
Marian Wilhelm im  Standard lobt, dass Mortensen sein Handwerk verstehe, kritisiert aber auch den Schnitt zwischen den verschiedenen Zeitebenen als zuweilen eigenwillig.
Von den bei Rotten Tomatoes aufgeführten Kritiken sind 85 Prozent positiv. Bei Metacritic erhielt der Film einen Metascore von 69 von 100 möglichen Punkten.

### Auszeichnungen
Directors Guild of Canada Awards 2024
- Nominierung für das Beste Szenenbild – Film (Carol Spier und Jason Clarke)[15]